# Allamanda blanchetii

Алламанда Бланше, аламанда фіолетова (Allamanda blanchetii) — вид рослини родини барвінкові.

## Назва
В англійській мові має назву «фіолетова аламанда» (англ. violet allamanda).

## Будова
Вічнозелена ліана чи повзучий кущ 3-6 м довжини, з великими фіолетовими лійкоподібними квітами 7,5 см, що стають блідо-рожевими з часом, утворюючи ефект двохколірної квітки. Світлозелені опушені листя 10-20 см утворюють віночок по 4 листка навколо тонкої лози. Рослина виділяє білий сік при пошкоджені. Насіння зберігається протягом року у круглих вкритих колючками капсулах.
Усі частини рослини отруйні.

## Поширення та середовище існування
Зростає у Бразилії вздовж річок на відкритих освітлених місцях.

## Практичне використання
Вирощується як декоративна рослина.

## Галерея

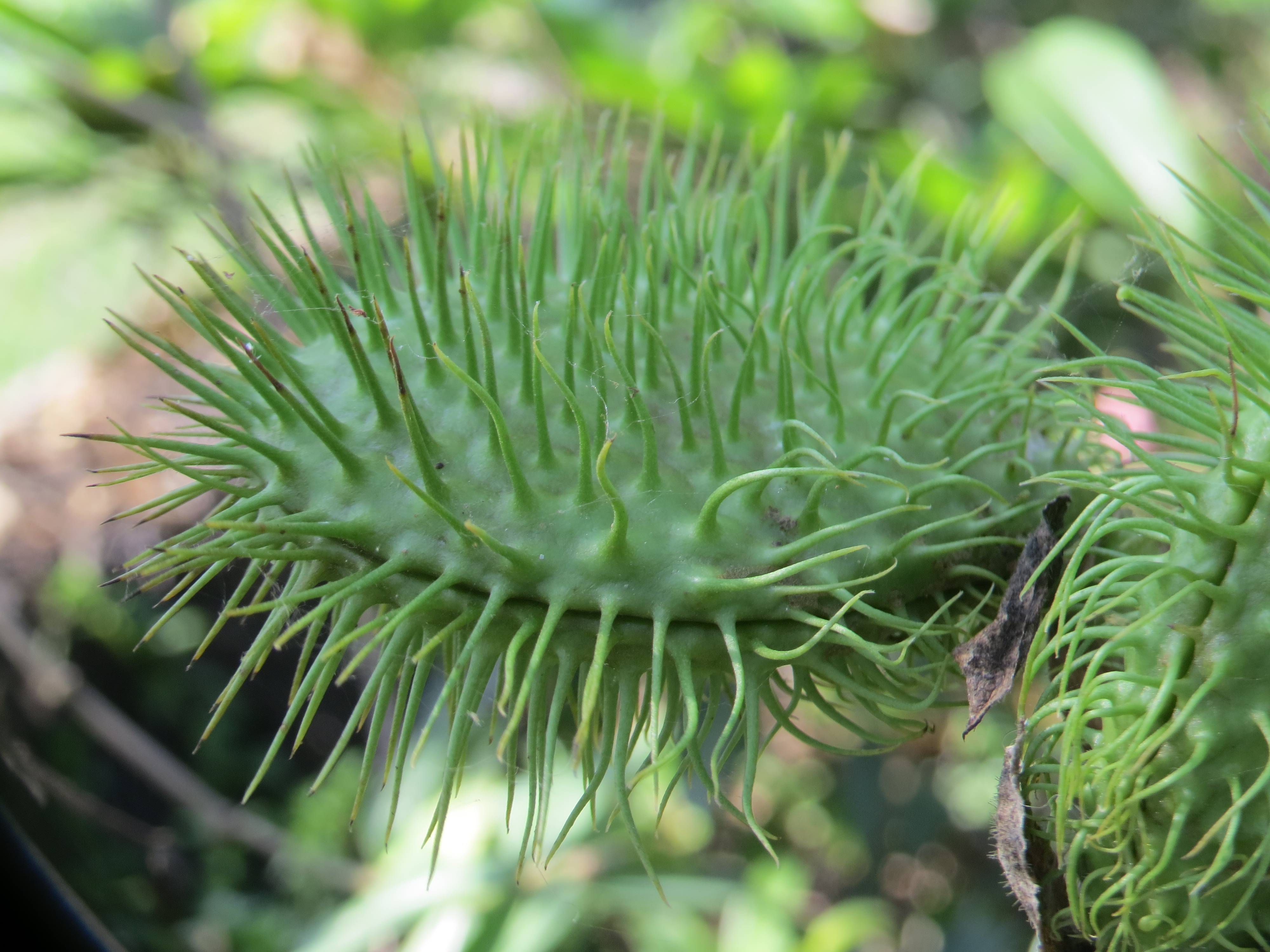
Плід
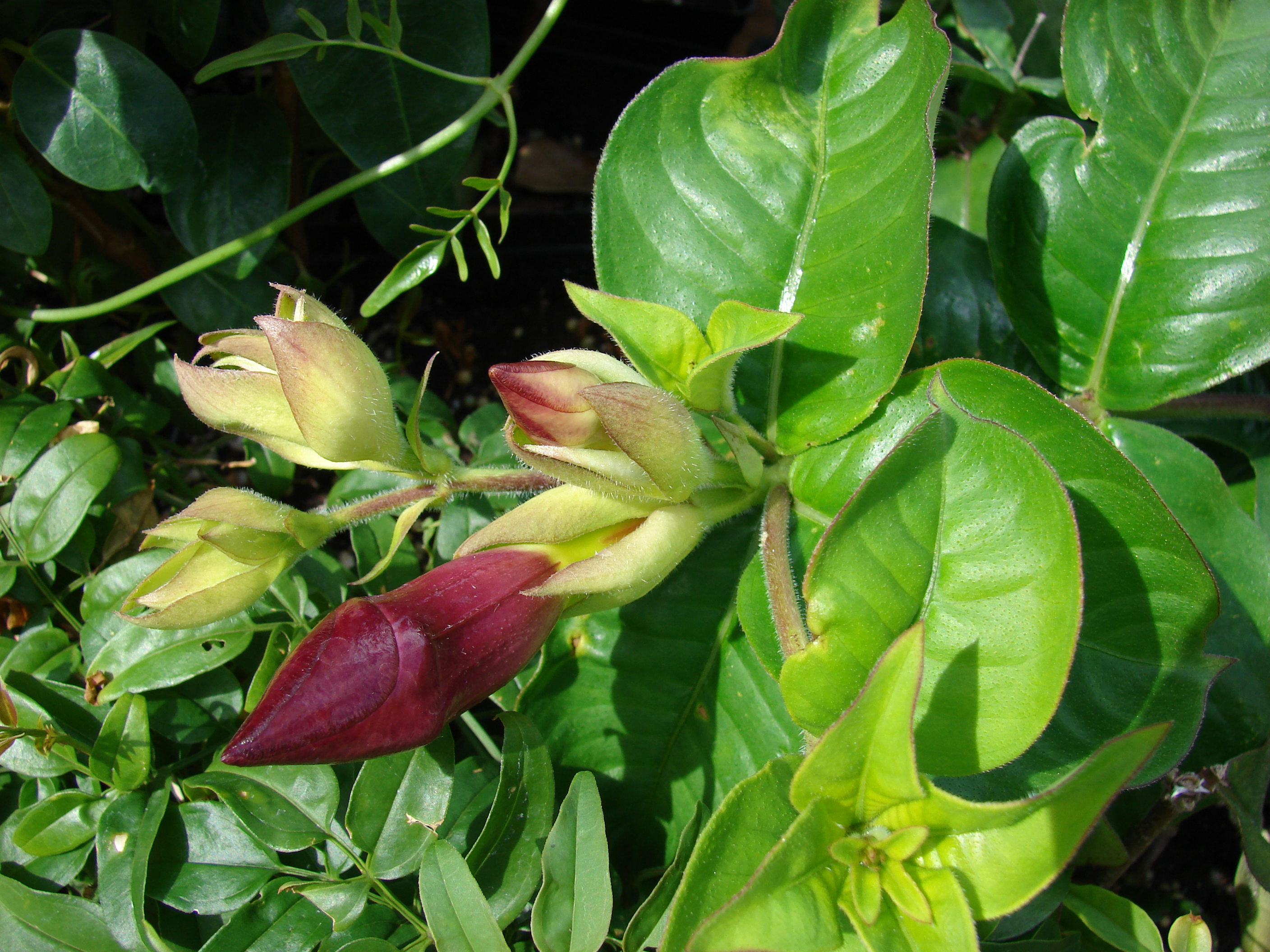
Листя та пуп'янки квітів
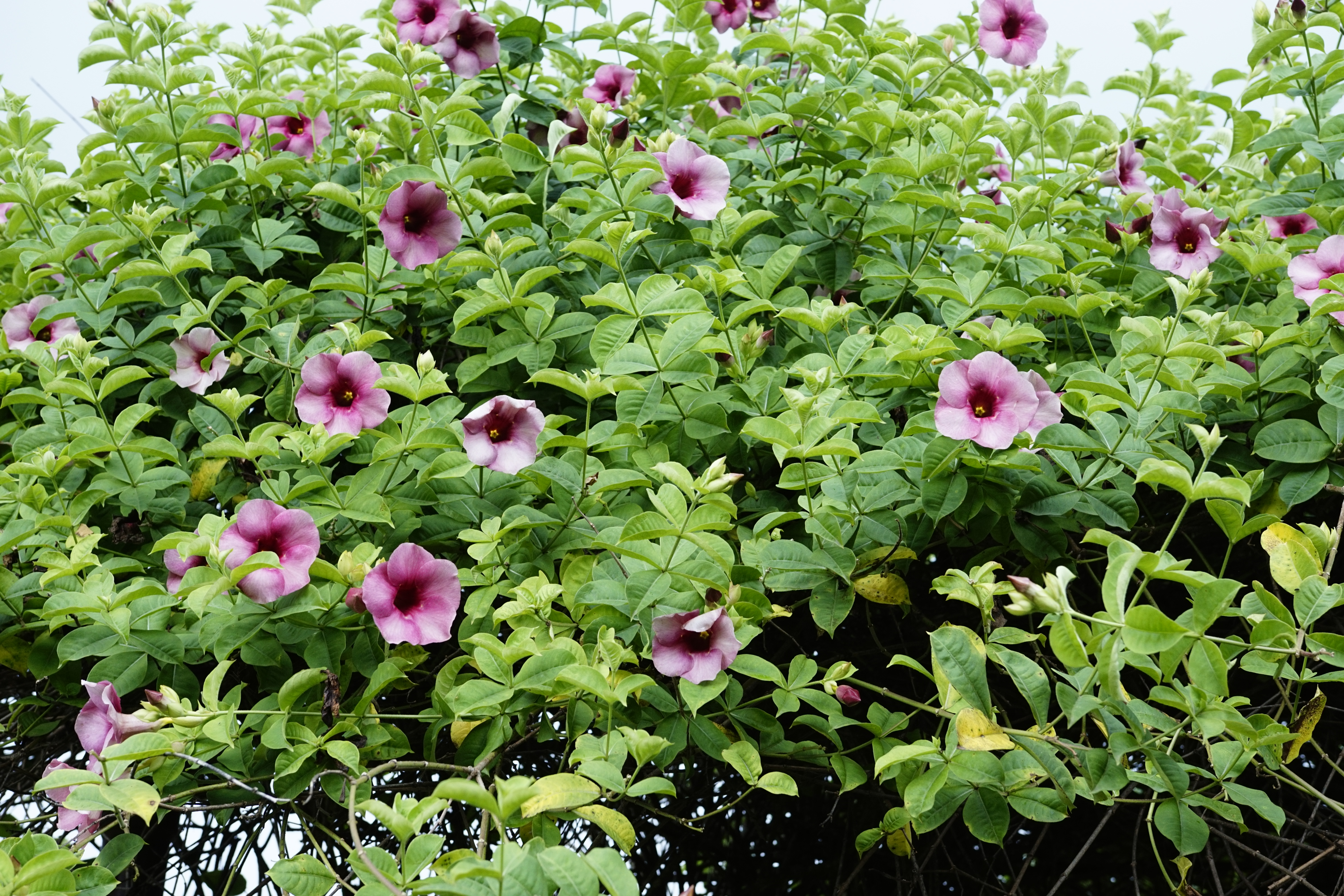
Загальний вигляд рослини